# Шмидеберг, Освальд
О́свальд Шми́деберг (1838—1921) — немецкий фармаколог, по происхождению — балтийский немец.

## Биография
Родился 29 сентября (11 октября) 1838 года в Гут-Лайдзене  (латыш.)), в Курляндии (Лайдзская волость, Тальсенский уезд), входившей в состав Российской империи. Его отец, лесничий Вильгельм Шмидеберг (1808—1878), родился в Лиепае; был женат на Анне Люсии Бернар (1813—1871), родившейся в Лозанне. Освальд был старшим из шести братьев и сестер.
Спустя некоторое время его родители переехали в Пермискюла в Эстляндской губернии. После обучения в начальной школе (1852—1854) и Дерптской гимназии (1855—1859) Освальд Шмидеберг в 1860 году поступил на медицинский факультет Дерптского университета. После окончания университета в 1866 году получил степень доктора медицины, защитив диссертацию «Определение и концентрация хлороформа в крови», и до 1869 года оставался помощником (приват-доцент с 1867 года) своего учителя Рудольфа Бухгейма. С 1869 года был экстраординарным профессором кафедры фармакологии Дерптского университета, в течение года работал с Карлом Людвигом в Лейпцигском университете.
В 1872 году он стал профессором фармакологии в университете Страсбурга, где оставался в течение следующих 46 лет. В 1873 году основал (совместно с Б. Наунином и Э. Клебсом) первый фармакологический журнал «Archiv für experimentelle Pathologie und Pharmakologie». 
Умер 12 июля 1921 года в Баден-Бадене.

## Научная деятельность
Научные труды Шмидеберга были посвящены поиску корреляции между химической структурой веществ и их эффективностью в качестве лекарственных средств. Изучая фармакологическое действие листьев наперстянки, он выделил её основное действующее вещество — дигитоксин, ставший широко применяемым средством из группы сердечных гликозидов. Установил снотворное действие некоторых уретанов. Его работы о влиянии мускарина и никотина на деятельность сердца положили начало фармакологическому исследованию вегетативной нервной системы.
За свою жизнь он написал более 200 научных книг и статей, а его научная деятельность иногда называется главным фактором успеха развития немецкой фармацевтической промышленности до Второй мировой войны. Большинство известных немецких фармакологов первой половины XX века были его учениками.
В 1891 году О. Шмидеберг описал химическую структуру выделенного им хондроитинсульфата и определил его основу — хондрозин.